# Општина Робеаска (Бузау)
Робеаска (рум. Robeasca) општина је у Румунији у округу Бузау.
Oпштина се налази на надморској висини од 54 m.